# Bingen Mendizábal
Bingen Mendizábal Álvarez de Arkaia (* 5. Dezember 1962 in Vitoria-Gasteiz, Spanien) ist ein spanischer Komponist.

## Biografie
Nach seinem Schulabschluss studierte Bingen Mendizábal Álvarez de Arkaia bei unterschiedlichen Musikern, etwa Carmelo Bernaola, Komposition, Violine und Harmonik. Anschließend spielte er in mehreren Bands mit und komponierte vereinzelt für andere Musiker.
Als Filmkomponist debütierte Mendizábal, als er 1989 für Juanma Bajo Ulloas Kurzfilm El reino de Víctor die Musik schrieb. Mit Ulloas Schmetterlingsflügel debütierte er 1991 mit einem Langspielfilm. Damit sollte auch der Grundstein für eine langjährige Zusammenarbeit gelegt sein. Beide wurden im selben Ort geboren. Später komponierte Mendizábal unter anderem für Ulloas Die tote Mutter und Airbag – Jetzt knallt’s richtig! noch die Musik. Für seine Komposition in dem 2008 erschienenen und von Manuel Gómez Pereira inszenierten Drama El juego del ahorcado wurde er 2009 mit einer Nominierung des spanischen Filmpreises Goya für die Beste Filmmusik bedacht.

## Filmografie (Auswahl)
- 1991: Schmetterlingsflügel (Alas de mariposa)
- 1993: Die tote Mutter (La madre muerta)
- 1994: Mein Seelenbruder (Mi hermano del alma)
- 1996: Unter der Haut (Bajo la piel)
- 1997: Airbag – Jetzt knallt’s richtig! (Airbag)
- 1997: Geheimnisse des Herzens (Secretos del corazón)
- 1998: Fegefeuer der Leidenschaft (Doña Bárbara)
- 2000: The Art of Dying – Die Kunst zu sterben (El arte de morir)
- 2002: Carols Reise (El viaje de Carol)
- 2002: Sie sind unter uns! (Nos miran)
- 2005: Schwule Mütter ohne Nerven (Reinas)
- 2008: El juego del ahorcado
- 2008: Un poco de chocolate